# Pyret Moberg
Sten Erik Moberg, känd som Pyret Moberg, född 20 januari 1947 på Frösön i Jämtland, är en svensk artist och kompositör.
Moberg var under 1960-talet aktiv i FNL-grupperna som protesterade mot USA:s krig i Vietnam. Han sjöng och spelade i folkmusikgruppen Diddlers, medverkade i uppsättningen av musikalen Hair på Scalateatern i Stockholm 1968 - 1969, samt i Nedre Norrlands regionteaters uppsättning av Herr Puntila och hans dräng Matti. År 1966 medverkade Moberg som skådespelare i Arnold Weskers "Hotet" i TV-teatern. 1978 uppträdde Moberg på Olympia i Paris med svenska visor. 
Han har i eget namn givit ut LP:n Kärleken är vit samt två CD-skivor, Another year of music och An Irish saga. Moberg har även skrivit musikalerna Häxdansen och Generationer och har ofta spelat tillsammans med Mats Jerrolf, Billey Shamrock och/eller Krister Ulvenhoff. 1988 startade Moberg ”Visfest på Skinnarviksberget” som sedan arrangerades fram till år 2002.

## Teater

### Roller
| År   | Roll | Produktion                                      | Regi            | Teater       |
| ---- | ---- | ----------------------------------------------- | --------------- | ------------ |
| 1968 |      | Hår James Rado, Gerome Ragni och Galt MacDermot | Pierre Fränckel | Scalateatern |

### Fotnoter
1. ↑  Bengt Jahnsson (21 september 1968). ”'Hår' på Scala: Bedövande vitalitet”. Dagens Nyheter:  s. 12. http://arkivet.dn.se/arkivet/tidning/1968-09-21/257/12. Läst 31 augusti 2015.